# O, gör min själ vit som nyfallen snö
O, gör min själ vit som nyfallen snö är en psalm med text skriven 1892 av Eliza Edmunds Hewitt och musik av William J. Kirkpatrick.

## Publicerad som
- Segertoner 1988 som nr 616 under rubriken "Efterföljd – helgelse".[1]